# Fillmore East - June 1971
Fillmore East - June 1971 è un album live dei The Mothers of Invention, gruppo guidato da Frank Zappa (e il suo undicesimo in ordine cronologico) pubblicato nel 1971.

## John & Yoko e The Mothers
Durante un bis di una delle due serate al Fillmore East, ci fu un'apparizione a sorpresa di John Lennon e Yōko Ono che si unirono alla band per l'ultima mezz'ora del concerto. Questa parte dell'esibizione venne pubblicata da Lennon a suo nome nell'album Live Jam, incluso come bonus disc nel suo LP Some Time in New York City. In un differente mixaggio, l'esibizione è contenuta anche nel disco di Zappa Playground Psychotics pubblicato nel 1992. Lennon utilizzò una copia della copertina dell'album Fillmore East - June 1971 di Zappa (aggiungendo di suo pugno i crediti sottolineati in rosso) come note interne per Live Jam.

## Tracce
- Tutti i brani sono di Frank Zappa, tranne dove indicato.

1. Little House I Used to Live In - 4:41
2. The Mud Shark - 5:22
3. What Kind of Girl Do You Think We Are? - 4:17
4. Bwana Dik - 2:21
5. Latex Solar Beef - 2:38
6. Willie the Pimp, Pt. 1 - 4:03
7. Willie the Pimp, Pt. 2 - 1:54
8. Do You Like My New Car? - 7:08
9. Happy Together - 2:57 - (Gary Bonner, Alan Gordon)
10. Lonesome Electric Turkey - 2:32
11. Peaches en Regalia - 3:22
12. Tears Began to Fall - 2:45

## Formazione
- Frank Zappa - chitarra, voce
- Aynsley Dunbar - batteria
- Bob Harris - tastiera, voce
- Howard Kaylan - voce
- Jim Pons - basso elettrico, voce
- Don Preston - Moog
- Ian Underwood - tastiere, voce, legni
- Mark Volman - voce